# مارش جيدينجز
مارش جيدينجز هو قاضي ومحامي وسياسي أمريكي، ولد في 19 نوفمبر 1816 في Sherman, Connecticut ‏ في الولايات المتحدة، وتوفي في 3 يونيو 1875 في سانتا فيه في الولايات المتحدة. نشط حزبياً في الحزب الجمهوري. وقد انتخب Governor of the Territory of New Mexico ‏ (أغسطس 1871 – 3 يونيو 1875) وانتخب عضو مجلس نواب ميشيغان ‏.